# Microdynerus saundersi
Microdynerus saundersi är en stekelart som beskrevs av Blüthgen 1955. Microdynerus saundersi ingår i släktet Microdynerus och familjen Eumenidae. Utöver nominatformen finns också underarten M. s. nigropetiolatus.